# 沖決

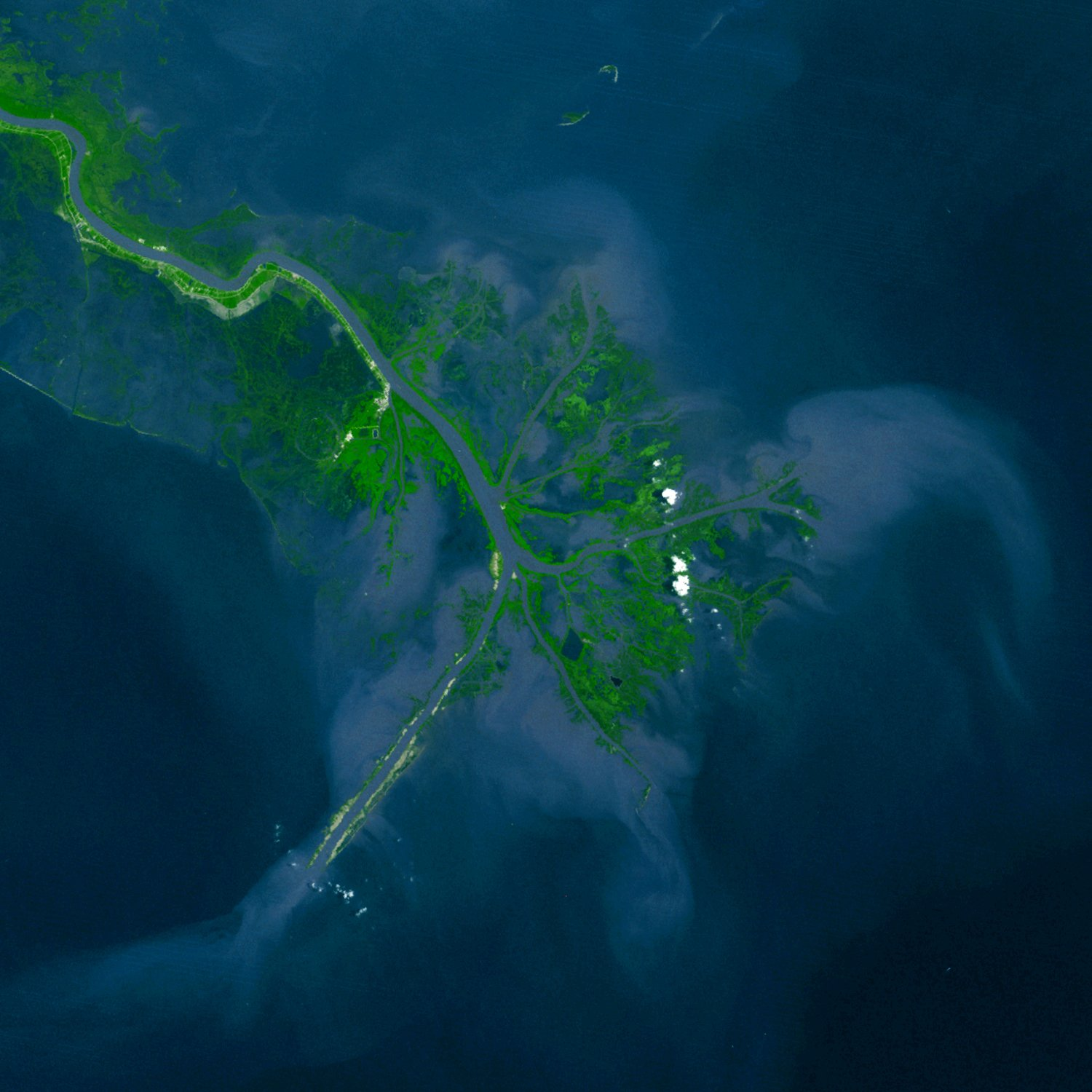
從密西西比河鳥爪狀三角洲涌入海洋的沉積物。這些沉積物能建造三角洲往外海延伸，同時減低河流梯度，河道淤積導致沖決。

沖決（英語：avulsion）是指一條河流廢棄原河道而流向新河道。當河道梯度比地面坡度小，就會發生沖決。在河流三角洲，沖決很常見。此過程也稱為三角洲換位。例如密西西比河的鳥足形三角洲，它就是由連續的沖決形成。
當一條河流進入海洋時，會形成一個單獨的三角洲，隨著三角洲向海推進，河道變長坡度也變低，河道變得不穩定。在重力作用下，河流將趨向最直接的下坡方向流動。在洪水期，河流能溢出其天然堤壩，沖決出一條新的陡坡河道。